# ウェルテクノ
株式会社ウェルテクノは、富山県富山市に本社を置く日本の企業。

## 概要
株式会社ウェルテクノは、建設機械の燃料タンク・作動油タンクなどを製造している。富山県富山市興人町にあり主要取引先は株式会社小松製作所・株式会社竹内製作所・石川島建機株式会社で、新規成長分野であるハイブリッド発電システムにも取り組んでいる。

## 沿革
- 1961年(株)興人富山工場工務部門を独立した事業部門として富山機械事業所発足。
- 1963年700t油圧プレスを導入しブルドーザー用厚板深絞りタンク加工開始。
- 1977年小杉工場を新設し、ダンプトラック等の薄物板金部品の量産を開始。
- 1985年アルミ製品加工開始。
- 1998年小杉工場閉鎖、富山工場へ集中化。
- 1999年6月1日に(株)興人機械事業部建機部門が営業権譲渡を受け(株)ウェルテクノとして発足。
- 2005年新工場増設。
- 2006年新工場増設。同時に省人化設備導入。